# 張迪生
張迪生，臺灣著名外科醫師，國防醫學院醫學系82期、國立中興大學生物機電工程博士班畢業，具教育部助理教授資格，曾任國軍桃園總醫院副院長、國軍花蓮總醫院院長，是臺灣腦神經暨脊髓外科專家。